# Alexander Oroz
Alexander Antonio Oroz Huerta (San Bernardo, Chile, 15 de diciembre de 2002) es un futbolista profesional chileno. Juega de delantero en Colo-Colo de la Primera División de Chile.

## Trayectoria
Comenzó su carrera en las inferiores de Colo-Colo. Durante el año 2021 fue cedido a Deportes Iquique, club donde debutó y logró una buena campaña, anotando 5 goles en 27 partidos. Fue figura en los dos partidos de la llave de Copa Chile 2021 frente a Universidad Católica, a pesar de la pronta eliminación de su club del torneo. Tras su buen rendimiento en la temporada, regresó del préstamo a Colo-Colo, a pedido por el técnico albo Gustavo Quinteros.

## Vida personal
Es sobrino del exfutbolista Andrés Oroz, quien jugó en Universidad de Chile, clásico rival de Colo-Colo.

## Selección nacional
Representó a Chile en la categoría sub-17 en la Chile Sub-17 en el Sudamericano Sub-17 de 2019, jugando 3 partidos y anotando 1 gol y en la Mundial Sub-17 de 2019 jugando 3 partidos.

#### Participaciones en Sudamericanos
| Competencia                 | Sede | Resultado  | PJ | Goles |
| --------------------------- | ---- | ---------- | -- | ----- |
| Sudamericano Sub-17 de 2019 | Perú | Subcampeón | 3  | 1     |

#### Participaciones en Copas del Mundo
| Mundial                     | Sede   | Resultado        | Partidos | Goles |
| --------------------------- | ------ | ---------------- | -------- | ----- |
| Copa Mundial Sub-17 de 2019 | Brasil | Octavos de final | 3        | 0     |

## Estadísticas

### Clubes
| Club                     | Div.          | Temporada     | Liga  | Liga  | Liga   | Copas nacionales | Copas nacionales | Copas nacionales | Torneos internacionales | Torneos internacionales | Torneos internacionales | Total | Total | Total  |
| Club                     | Div.          | Temporada     | Part. | Goles | Asist. | Part.            | Goles            | Asist.           | Part.                   | Goles                   | Asist.                  | Part. | Goles | Asist. |
| ------------------------ | ------------- | ------------- | ----- | ----- | ------ | ---------------- | ---------------- | ---------------- | ----------------------- | ----------------------- | ----------------------- | ----- | ----- | ------ |
| Deportes Iquique · Chile | 2.ª           | 2021          | 28    | 5     | 4      | 3                | 3                | 1                | —                       | —                       | —                       | 31    | 8     | 5      |
| Deportes Iquique · Chile | Total club    | Total club    | 28    | 5     | 4      | 3                | 3                | 1                | 0                       | 0                       | 0                       | 31    | 8     | 5      |
| Colo Colo · Chile        | 1.ª           | 2022          | 16    | 3     | 1      | 4                | 0                | 0                | 2                       | 0                       | 0                       | 22    | 3     | 1      |
| Colo Colo · Chile        | 1.ª           | 2023          | 13    | 2     | 0      | 2                | 0                | 0                | 2                       | 0                       | 0                       | 17    | 2     | 0      |
| Colo Colo · Chile        | 1.ª           | 2024          | 1     | 0     | 0      | 5                | 1                | 0                | 0                       | 0                       | 0                       | 6     | 1     | 0      |
| Colo Colo · Chile        | 1.ª           | 2025          | 5     | 2     | 0      | 3                | 1                | 0                | 0                       | 0                       | 0                       | 8     | 3     | 0      |
| Colo Colo · Chile        | Total club    | Total club    | 35    | 7     | 1      | 14               | 2                | 0                | 4                       | 0                       | 0                       | 53    | 9     | 1      |
| Total carrera            | Total carrera | Total carrera | 63    | 12    | 5      | 17               | 5                | 1                | 4                       | 0                       | 0                       | 84    | 17    | 6      |
| 1. 2.                    |               |               |       |       |        |                  |                  |                  |                         |                         |                         |       |       |        |

### Resumen estadístico
| Competición       | Partidos | Goles | Asistencias |
| ----------------- | -------- | ----- | ----------- |
| Primera división  | 35       | 7     | 1           |
| Segunda división  | 28       | 5     | 4           |
| Copas nacionales  | 17       | 5     | 1           |
| Copa Libertadores | 3        | 0     | 0           |
| Copa Sudamericana | 1        | 0     | 0           |
| Total             | 84       | 17    | 6           |

## Palmarés

### Títulos nacionales
| Título             | Equipo           | País  | Año  |
| ------------------ | ---------------- | ----- | ---- |
| Supercopa de Chile | C.S.D. Colo-Colo | Chile | 2022 |
| Primera División   | C.S.D. Colo-Colo | Chile | 2022 |
| Copa Chile         | C.S.D. Colo-Colo | Chile | 2023 |
| Primera División   | C.S.D. Colo-Colo | Chile | 2024 |
| Supercopa de Chile | C.S.D. Colo-Colo | Chile | 2024 |